# Chińskie Stowarzyszenie Buddyjskie
Chińskie Stowarzyszenie Buddyjskie (chiń. 中国佛教协会; pinyin Zhōngguó Fójiào Xiéhuì) – oficjalnie zarejestrowany buddyjski związek wyznaniowy w Chińskiej Republice Ludowej, podporządkowany kontroli państwa. Sprawuje nadzór nad życiem religijnym chińskich buddystów, zarówno klasztornym jak i świeckim. Jego siedziba mieści się w świątyni Guangji w Pekinie.
Organizacja została założona w 1953 roku. Nawiązywała do przedwojennych postulatów utworzenia ogólnokrajowego stowarzyszenia buddyjskiego, związanych z kręgami mnicha-reformatora Taixu (1890-1947). W okresie prześladowań religijnych okresu rewolucji kulturalnej Chińskie Stowarzyszenie Buddyjskie zostało rozbite; reaktywowano je oficjalnie w 1980 roku.
W 2006 roku z inicjatywy Chińskiego Stowarzyszenia Buddyjskiego odbył się Światowy Zjazd Buddystów, pierwsza od czasu utworzenia ChRL międzynarodowa konferencja religijna w Państwie Środka.